# 伊蒂儿·比芮
伊蒂儿·比芮（İdil Biret，1941年11月21日—），土耳其鋼琴家。

## 生平

### 早年
比芮自五歲起習琴，她的啟蒙教師是Mithat Fenmen。
為了能使比芮順利前往巴黎，從娜迪亚·布朗热學習，土耳其國會特別為她修改了相關規範。十五歲時，比芮以三大獎的成績自巴黎高等音樂院畢業，而後繼續向科尔托、肯普夫等人學習。

### 職業生涯
作為職業演奏家，比芮同國際一流樂團有豐富的合作經驗，這包括了伦敦交响乐团、伦敦爱乐乐团、波士顿交响乐团、列寧格勒愛樂樂團、萊比錫布商大廈管弦樂團、德勒斯登國立管弦樂團、東京愛樂樂團、華沙國家愛樂樂團、法國國家管弦樂團、悉尼交響樂團等。合作的指揮家則有舍尔兴、蒙特、萊因斯多夫、肯普、罗日杰斯特文斯基、科普兰、德·伯格斯、馬克拉斯等人。其演出足跡遍佈柏林、蒙特婁、伊斯坦堡、杜布羅夫尼克、蒙彼利埃、诺昂维克、波斯波利斯、鲁瓦扬、雅典等世界各主要城市。她並且是范·克萊本、伊莉莎白女王、蒙特婁、李斯特和布梭尼等多個國際大賽的評審團成員。

## 作品

### 商業錄音
比芮與EMI、Decca、Finnadar、Naxos等廠牌合作的錄音已超過一百張之多，當中較重要者包括李斯特所改編的貝多芬交響曲鋼琴版本，以及蕭邦、布拉姆斯、拉赫瑪尼諾夫等人的全本作品集，以及史特拉汶斯基《火鳥》的鋼琴改編版等等。另外她也錄製了皮埃尔·布莱兹、威廉·肯普夫、利盖蒂·捷尔吉、安东·韦伯恩、阿尔班·贝尔格、亞歷山大·斯克里亞賓、謝爾蓋·普羅科菲耶夫、尼古拉·米亚斯科夫斯基等當代音樂家的作品，顯示她的曲目跨度豐富且多元。
最近的錄音作品則有為他個人的品牌所錄製的貝多芬鋼琴奏鳴曲、鋼琴協奏曲作品。

### 電視與影像
- Best of Beethoven，2020年

### 著作
- 自傳Idil Biret - Une Pianiste Turque en France，2006年9月，Dominique Xardel[譯名請求]著

## 獲獎與榮譽
- 土耳其國民藝術家，1971年
- 波蘭蕭邦唱片大獎，1995年
- 金音叉獎，1995年
- 莉莉·布朗热紀念獎
- 寇恩-李帕蒂獎章

## 軼事
- 比芮的美國初亮相演出在1963年11月22日舉行，當天的指揮是埃里希·萊因斯多夫，她則預備演奏艱深的拉赫瑪尼諾夫第3號鋼琴協奏曲。在演出開始前，萊因斯多夫卻意外地對觀眾講話：「我們恰才得知，美國總統已經在暗殺行動中不幸逝世。」這個消息使在場的所有人震驚。最終在樂團辦公室的協調下，全體演職員皆同意依約完成這次演出[2]。

## 外部連結
- 官方网站
- 伊蒂儿·比芮的Discogs页面（英文）
- （页面存档备份，存于）